# Gran Premio motociclistico di Germania 1993
Il Gran Premio motociclistico di Germania 1993 fu il sesto Gran Premio della stagione e si disputò il 13 giugno 1993 sul circuito di Hockenheim.
Nella classe 500 Daryl Beattie ottenne il suo primo successo nel motomondiale, mentre nella classe 250 la vittoria andò a Doriano Romboni e Dirk Raudies vinse per la quarta volta in stagione la gara della classe 125. Nello stesso weekend si disputò la seconda gara della stagione dei sidecar, che avevano già corso sullo stesso tracciato la prima prova del campionato, in occasione della gara del campionato mondiale Superbike; a vincere fu l'equipaggio formato da Rolf Biland e Kurt Waltisperg.

## Classe 500

### Arrivati al traguardo
| Pos. | Nº | Pilota           | Squadra                 | Motocicletta  | Giri | Tempo     | Griglia | Punti |
| ---- | -- | ---------------- | ----------------------- | ------------- | ---- | --------- | ------- | ----- |
| 1º   | 4  | Daryl Beattie    | Rothmans Honda          | Honda         | 18   | 36:05.475 | 5       | 25    |
| 2º   | 34 | Kevin Schwantz   | Lucky Strike Suzuki     | Suzuki        | 18   | +0.084    | 4       | 20    |
| 3º   | 6  | Shin'ichi Itō    | HRC Rothmans Honda      | Honda         | 18   | +0.537    | 1       | 16    |
| 4º   | 8  | Àlex Crivillé    | Marlboro Honda Pons     | Honda         | 18   | +5.937    | 3       | 13    |
| 5º   | 1  | Wayne Rainey     | Marlboro Team Roberts   | Yamaha        | 18   | +28.055   | 6       | 11    |
| 6º   | 5  | Doug Chandler    | Cagiva Team Agostini    | Cagiva        | 18   | +48.350   | 8       | 10    |
| 7º   | 12 | Mat Mladin       | Cagiva Team Agostini    | Cagiva        | 18   | +52.797   | 12      | 9     |
| 8º   | 7  | Luca Cadalora    | Marlboro Team Roberts   | Yamaha        | 18   | +52.902   | 11      | 8     |
| 9º   | 11 | Niall Mackenzie  | Valvoline Team WCM      | ROC Yamaha    | 18   | +53.354   | 10      | 7     |
| 10º  | 18 | Bernard Garcia   | Yamaha Motor France     | ROC Yamaha    | 18   | +1:21.457 | 13      | 6     |
| 11º  | 15 | Tsutomu Udagawa  | Team Udagawa            | ROC Yamaha    | 18   | +1:46.086 | 18      | 5     |
| 12º  | 21 | Laurent Naveau   | Euro Team               | ROC Yamaha    | 18   | +1:46.419 | 21      | 4     |
| 13º  | 16 | Michael Rudroff  | Rallye Sport            | Harris Yamaha | 18   | +1:46.679 | 22      | 3     |
| 14º  | 30 | Juan López Mella | Lopez Mella Racing      | ROC Yamaha    | 18   | +1:46.921 | 15      | 2     |
| 15º  | 31 | Bruno Bonhuil    | MTD Objectif 500        | ROC Yamaha    | 18   | +1:47.097 | 28      | 1     |
| 16º  | 23 | Serge David      | Team ROC                | ROC Yamaha    | 18   | +1:47.679 | 17      |       |
| 17º  | 28 | John Reynolds    | Padgett's Motorcycles   | Harris Yamaha | 18   | +1:54.495 | 29      |       |
| 18º  | 33 | Andreas Meklau   | Austrian Racing Company | ROC Yamaha    | 18   | +2:00.365 | 24      |       |
| 19º  | 27 | Renzo Colleoni   | Team Elit               | ROC Yamaha    | 17   | +1 giro   | 26      |       |
| 20º  | 24 | Cees Doorakkers  | Doorakkers Racing       | Harris Yamaha | 17   | +1 giro   | 31      |       |

### Ritirati
| Nº | Pilota               | Squadra             | Motocicletta  | Giri | Griglia |
| -- | -------------------- | ------------------- | ------------- | ---- | ------- |
| 2  | Mick Doohan          | Rothmans Honda      | Honda         | 16   | 2       |
| 37 | Simon Crafar         | Peter Graves Racing | Harris Yamaha | 16   | 20      |
| 35 | Jean Luc Romanens    | Argus Racing        | ROC Yamaha    | 15   | 33      |
| 20 | Jeremy McWilliams    | Millar Racing       | Yamaha        | 14   | 19      |
| 22 | Kevin Mitchell       | MBM Racing          | Harris Yamaha | 10   | 23      |
| 9  | Alex Barros          | Lucky Strike Suzuki | Suzuki        | 7    | 7       |
| 41 | Darren Dixon         | Team Harris         | Harris Yamaha | 7    | 30      |
| 38 | Corrado Catalano     | Team ROC            | ROC Yamaha    | 5    | 9       |
| 32 | José Kuhn            | Euromoto            | ROC Yamaha    | 3    | 14      |
| 25 | Thierry Crine        | Ville de Paris      | ROC Yamaha    | 2    | 25      |
| 29 | Sean Emmett          | Shell Team Harris   | Harris Yamaha | 1    | 16      |
| 59 | Nicholas Schmassmann | Team Schmassman     | ROC Yamaha    | 1    | 32      |

### Non partito
| Nº | Pilota          | Squadra        | Motocicletta | Griglia |
| -- | --------------- | -------------- | ------------ | ------- |
| 36 | Lucio Pedercini | Team Pedercini | ROC Yamaha   | 27      |

### Non qualificato
| Nº | Pilota     | Squadra        | Motocicletta |
| -- | ---------- | -------------- | ------------ |
| 14 | Marco Papa | Librenti Corse | Librenti     |

## Classe 250

### Arrivati al traguardo
| Pos | Nº | Pilota               | Moto    | Giri | Tempo     | Griglia | Punti |
| --- | -- | -------------------- | ------- | ---- | --------- | ------- | ----- |
| 1   | 10 | Doriano Romboni      | Honda   | 16   | 33:53.776 | 1       | 25    |
| 2   | 65 | Loris Capirossi      | Honda   | 16   | +0.090    | 2       | 20    |
| 3   | 4  | Helmut Bradl         | Honda   | 16   | +0.384    | 3       | 16    |
| 4   | 5  | Max Biaggi           | Honda   | 16   | +2.346    | 6       | 13    |
| 5   | 13 | Loris Reggiani       | Aprilia | 16   | +2.411    | 5       | 11    |
| 6   | 31 | Tetsuya Harada       | Yamaha  | 16   | +2.537    | 8       | 10    |
| 7   | 3  | Pierfrancesco Chili  | Yamaha  | 16   | +3.845    | 4       | 9     |
| 8   | 17 | Jean-Philippe Ruggia | Aprilia | 16   | +3.985    | 11      | 8     |
| 9   | 8  | Carlos Cardús        | Honda   | 16   | +4.893    | 9       | 7     |
| 10  | 34 | Luis d'Antín         | Honda   | 16   | +25.044   | 10      | 6     |
| 11  | 6  | Alberto Puig         | Honda   | 16   | +25.136   | 16      | 5     |
| 12  | 19 | John Kocinski        | Suzuki  | 16   | +25.463   | 15      | 4     |
| 13  | 7  | Jochen Schmid        | Yamaha  | 16   | +47.065   | 18      | 3     |
| 14  | 44 | Jean-Michel Bayle    | Aprilia | 16   | +1:15.546 | 21      | 2     |
| 15  | 30 | Juan Borja           | Honda   | 16   | +1:15.769 | 20      | 1     |
| 16  | 27 | Frédéric Protat      | Aprilia | 16   | +1:15.858 | 27      |       |
| 17  | 60 | Adi Stadler          | Honda   | 16   | +1:16.349 | 28      |       |
| 18  | 26 | Bernd Kassner        | Aprilia | 16   | +1:16.464 | 32      |       |
| 19  | 21 | Paolo Casoli         | Gilera  | 16   | +1:26.061 | 17      |       |
| 20  | 12 | Gabriele Debbia      | Honda   | 16   | +1:40.049 | 29      |       |
| 21  | 28 | Adrian Bosshard      | Honda   | 16   | +1:47.492 | 22      |       |
| 22  | 43 | Massimo Pennacchioli | Honda   | 16   | +1:59.498 | 34      |       |
| 23  | 23 | Bernard Haenggeli    | Aprilia | 16   | +2:41.806 | 30      |       |
| 24  | 39 | Alessandro Gramigni  | Gilera  | 15   | +1 giro   | 23      |       |

### Ritirati
| Nº | Pilota                    | Moto    | Giri | Griglia |
| -- | ------------------------- | ------- | ---- | ------- |
| 16 | Andreas Preining          | Aprilia | 15   | 14      |
| 32 | Volker Bähr               | Honda   | 12   | 24      |
| 25 | Jurgen van den Goorbergh  | Aprilia | 11   | 25      |
| 22 | Luis Maurel               | Aprilia | 7    | 26      |
| 24 | Patrick van den Goorbergh | Aprilia | 6    | 12      |
| 20 | Eskil Suter               | Aprilia | 6    | 7       |
| 11 | Wilco Zeelenberg          | Aprilia | 3    | 19      |
| 51 | Jean Pierre Jeandat       | Aprilia | 1    | 31      |

### Non partiti
| Nº | Pilota           | Moto  | Griglia |
| -- | ---------------- | ----- | ------- |
| 14 | Nobuatsu Aoki    | Honda | 13      |
| 59 | Michael Schulten |       | 33      |

## Classe 125

### Arrivati al traguardo
| Pos | Nº | Pilota             | Moto      | Giri | Tempo     | Griglia | Punti |
| --- | -- | ------------------ | --------- | ---- | --------- | ------- | ----- |
| 1   | 5  | Dirk Raudies       | Honda     | 15   | 34:45.987 | 1       | 25    |
| 2   | 8  | Kazuto Sakata      | Honda     | 15   | +8.807    | 2       | 20    |
| 3   | 36 | Takeshi Tsujimura  | Honda     | 15   | +8.943    | 6       | 16    |
| 4   | 17 | Akira Saitō        | Honda     | 15   | +9.160    | 22      | 13    |
| 5   | 3  | Ralf Waldmann      | Aprilia   | 15   | +9.169    | 8       | 11    |
| 6   | 16 | Ezio Gianola       | Honda     | 15   | +9.834    | 9       | 10    |
| 7   | 4  | Bruno Casanova     | Aprilia   | 15   | +9.889    | 10      | 9     |
| 8   | 11 | Peter Öttl         | Aprilia   | 15   | +11.098   | 7       | 8     |
| 9   | 20 | Manfred Baumann    | Honda     | 15   | +19.090   | 4       | 7     |
| 10  | 14 | Oliver Koch        | Honda     | 15   | +25.697   | 15      | 6     |
| 11  | 7  | Noboru Ueda        | Honda     | 15   | +25.881   | 11      | 5     |
| 12  | 28 | Luigi Ancona       | Honda     | 15   | +26.016   | 12      | 4     |
| 13  | 6  | Jorge Martínez     | Honda     | 15   | +25.881   | 24      | 3     |
| 14  | 15 | Oliver Petrucciani | Aprilia   | 15   | +26.016   | 23      | 2     |
| 15  | 12 | Herri Torrontegui  | Aprilia   | 15   | +26.207   | 28      | 1     |
| 16  | 30 | Giovanni Palmieri  | Aprilia   | 15   | +26.054   | 18      |       |
| 17  | 2  | Fausto Gresini     | Honda     | 15   | +26.607   | 25      |       |
| 18  | 29 | Arie Molenaar      | Honda     | 15   | +27.288   | 16      |       |
| 19  | 65 | Gabriele Debbia    | Honda     | 15   | +27.393   | 14      |       |
| 20  | 24 | Haruchika Aoki     | Honda     | 15   | +50.988   | 17      |       |
| 21  | 10 | Hans Spaan         | Honda     | 15   | +51.277   | 31      |       |
| 22  | 31 | Garry McCoy        | Aprilia   | 15   | +51.338   | 27      |       |
| 23  | 43 | Manuel Hernández   | Aprilia   | 15   | +1:01.337 | 30      |       |
| 24  | 25 | Neil Hodgson       | Honda     | 15   | +1:01.563 | 20      |       |
| 25  | 60 | Alfred Waibel      | Honda     | 15   | +1:01.829 | 33      |       |
| 26  | 22 | Lucio Cecchinello  | Gazzaniga | 15   | +1:33.682 | 32      |       |
| 27  | 59 | Alexander Schaden  | Honda     | 15   | +2:11.814 | 35      |       |
| 28  | 27 | Julián Miralles    | Honda     | 14   | +1 giro   | 21      |       |
| 29  | 41 | Luis Álvaro        | Honda     | 14   | +1 giro   | 34      |       |

### Ritirati
| Nº | Pilota           | Moto    | Giri | Griglia |
| -- | ---------------- | ------- | ---- | ------- |
| 21 | Stefan Kurfiss   | Aprilia | 6    | 5       |
| 34 | Stefano Caracchi | Rumi    | 2    | 36      |
| 19 | Kin'ya Wada      | Honda   | 1    | 3       |
| 9  | Carlos Giró      | Aprilia | 0    | 19      |
| 26 | Maurizio Vitali  | Honda   | 0    | 26      |
| 42 | Shin'ya Satō     | Honda   | 0    | 29      |

### Non partito
| Nº | Pilota     | Moto  | Griglia |
| -- | ---------- | ----- | ------- |
| 23 | Maik Stief | Honda | 13      |

## Classe sidecar
I campioni in carica Rolf Biland-Kurt Waltisperg dominano la gara distanziando notevolmente tutti gli altri equipaggi. Alle loro spalle salgono sul podio Steve Abbott-Julian Tailford e i fratelli Güdel; 14º posto per Steve Webster-Gavin Simmons, rallentati da problemi tecnici.
In classifica Biland si porta in testa con 45 punti, davanti ad Abbott a 30 e a Webster a 27. 

### Arrivati al traguardo
| Pos | Pilota             | Passeggero        | Moto        | Tempo     | Punti |
| --- | ------------------ | ----------------- | ----------- | --------- | ----- |
| 1   | Rolf Biland        | Kurt Waltisperg   | LCR-Krauser | 32:30.763 | 25    |
| 2   | Steve Abbott       | Julian Tailford   | Windle-ADM  | +24.484   | 20    |
| 3   | Paul Güdel         | Charly Güdel      | LCR-Krauser | +24.989   | 16    |
| 4   | Derek Brindley     | Paul Hutchinson   | LCR-ADM     | +25.371   | 13    |
| 5   | Yoshisada Kumagaya | Brian Houghton    | LCR-Krauser | +33.700   | 11    |
| 6   | Darren Dixon       | Andy Hetherington | LCR-Krauser | +46.758   | 10    |
| 7   | Barry Brindley     | Scott Whiteside   | LCR-Krauser |           | 9     |
| 8   | Hans Hügli         | Adolf Hänni       | LCR-Krauser |           | 8     |
| 9   | Klaus Klaffenböck  | Christian Parzer  | LCR-ADM     |           | 7     |
| 10  | Billy Gällros      | Peter Berglund    | LCR-Yamaha  |           | 6     |
| 11  | Tony Wyssen        | Kilian Wyssen     | LCR-ADM     |           | 5     |
| 12  | Mark Reddington    | Trevor Crone      | LCR-Krauser |           | 4     |
| 13  | Markus Bösiger     | Beat Leibundgut   | LCR-ADM     |           | 3     |
| 14  | Steve Webster      | Gavin Simmons     | LCR-ADM     |           | 2     |
| 15  | Theo van Kempen    | Geral de Haas     | LCR-ADM     |           | 1     |